# کارل اچ. برانس
کارل اچ. برانس (انگلیسی: Carl H. Brans؛ زاده ۱۳ دسامبر ۱۹۳۵) یک دانشمند اهل ایالات متحده آمریکا است.